# Tour of Yancheng Coastal Wetlands
Le Tour of Yancheng Coastal Wetlands est une course cycliste d'un jour chinoise créée en 2014. Elle classée en catégorie 1.2 au sein de l'UCI Asia Tour, à l'exception de l'édition 2015 où elle devient une course par étapes en catégorie 2.2.

## Palmarès
| Année | Vainqueur           | Deuxième          | Troisième       |
| ----- | ------------------- | ----------------- | --------------- |
| 2014  | Jesse Kerrison      | Jurgen van Diemen | Alois Kaňkovský |
| 2015  | Evaldas Šiškevičius | Ma Guangtong      | Mark Sehested   |
| 2016  | Jakub Mareczko      | Māris Bogdanovičs | Emīls Liepiņš   |